# Aarhusteologerne
Aarhusteologerne henviser til fire kendte teologer som fra midten af 1900-tallet har præget dansk filosofi og teologi. De er P.G. Lindhardt, K.E. Løgstrup, Regin Prenter og Johannes Sløk. Alle fire var professorer i teologi ved det Teologiske Fakultet på Aarhus Universitet.